# Ola Simonsson
Ola Martin Simonsson, född den 25 februari 1969, är en svensk filmskapare (skådespelare, regissör, kompositör, filmproducent med mera), vilken främst gjort sig känd för ett antal kortfilmer, av vilka flera har prisbelönats. Filmen Bakom mahognybordet (1996) fick till exempel Gold Plaque Award vid Chicago International Film Festival samt pris som "Best Short"  vid Toronto International Film Festival, och den musikaliska Music for one apartment and six drummers har belönats med ett trettiotal priser på olika filmfestivaler i Europa, Nordamerika och Sydamerika inklusive en guldbagge för bästa kortfilm. Många av filmerna har visats på Sveriges Television.
Många av Simonssons filmer har gjorts i samarbete med illustratören med mera Johannes Stjärne Nilsson.
Ola Simonsson är bror till Per Simonsson som även medverkat i några av Simonssons filmer.

## Filmografi
- 1994 - Antikvariat (endast musik)
- 1994 - Angst (endast roll)
- 1996 - Bakom mahognybordet (manus)
- 1999 - Herr Pendel - flickorna (manus, regi, producent)
- 1999 - Herr Pendel - fotbollen (manus, regi, producent)
- 1999 - Herr Pendel - regnet (manus, regi, producent)
- 2000 - Sverige (manus, regi, roll)
- 2001 - Music for one apartment and six drummers (manus, regi, musik)
- 2002 - Fika - Sveriges paus (manus, regi, producent)
- 2002 - Hotel Rienne (manus, regi, producent)
- 2004 - Du var där med din polare Frank (manus, regi, producent, roll)
- 2005 - Hur vore det med eternit? (regi)
- 2005 - Spättans väg (manus, regi, producent, musik)
- 2005 - Wanted! Popmusiker! (regi)
- 2006 - Kvinna vid grammofon (manus, regi, producent)
- 2010 - Sound of noise (manus, regi)